# Krieschow
Krieschow, niedersorbisch Kśišow, ist ein Ort der Großgemeinde Kolkwitz im Landkreis Spree-Neiße in Brandenburg (Deutschland).

## Geographie
Krieschow liegt 14 Kilometer westlich von Cottbus und sieben Kilometer südöstlich von Vetschau zwischen der A 15 und der im Jahr 2004 zur Landesstraße L 49 herabgestuften ehemaligen Bundesstraße 115. Umliegende Ortschaften sind Milkersdorf im Norden, Kunersdorf im Nordosten, Limberg im Osten, Kackrow im Südosten, Wiesendorf im Süden, der zur Stadt Vetschau im Landkreis Oberspreewald-Lausitz gehörende Gemeindeteil Briesen im Südwesten, Eichow im Westen sowie Babow im Nordwesten.

## Geschichte

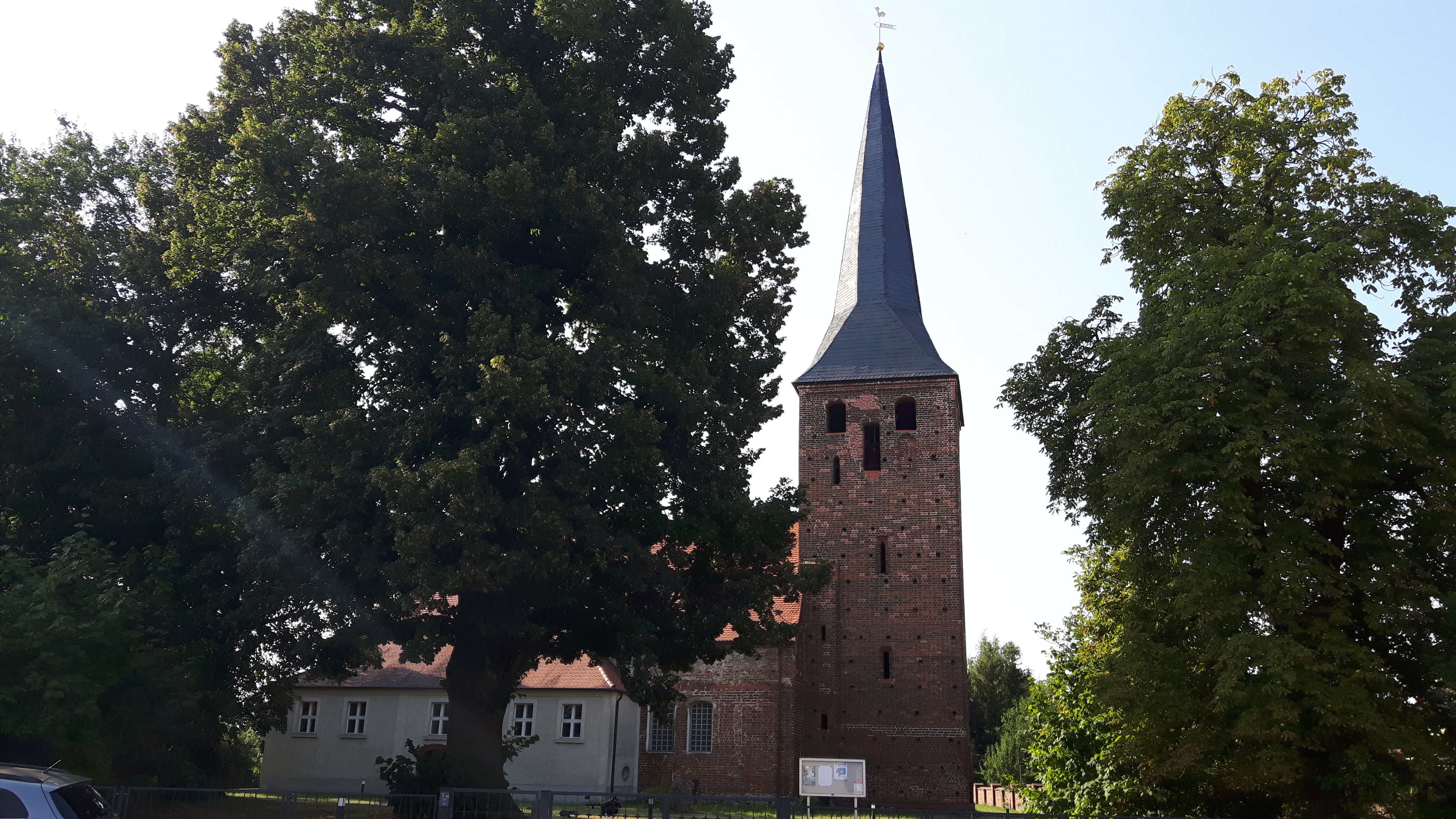
Dorfkirche Krieschow

Verkaufsurkunde der Ersterwähnung

Bei Ausgrabungsarbeiten im Jahre 1988 an der Niederung der Kzschischoka wurden ein Gräberfeld sowie zerstörte Grabanlagen gefunden, die darauf schließen lassen, dass eine Besiedlung dieses Fleckens schon 1000 v. Chr. vorhanden gewesen war.
Am 29. September 1315 wurde Krissow auf einer Verkaufsurkunde das erste Mal urkundlich erwähnt. Der Ortsname leitet sich von dem slawischen Personennamen Krisch ab.
Das Fundament der Krieschower Kirche besteht aus Felssteinen. Es wird vermutet, dass es bereits um 1170 eine kleine Kapelle im Ort gegeben haben muss. Seit dem Jahre 1652 ist Krieschow eine eigene Kirchgemeinde, zu der die Bewohner der umliegenden Dörfer kommen. Das Gut mit dem Schloss wechselte mehrfach die Besitzer, gehörte einige Generationen der Familie von Loeben. Letzter Vertreter vor Ort war der Landesdirektor des Kreises Cottbus Adam Jobst von Loeben, er war zweimal verheiratet.
Um 1733 erwarb der Baron François Mathieu Vernezobre de Laurieux das Gut und vererbte es 1748 seinem Sohn Friedrich Wilhelm Baron von Vernezobre. Nach dessen Tod wurde das Gut 1781 zwangsversteigert.
1868 ging der Gutsbesitz Krieschow mit Wiesendorf in das Eigentum der Herren von Winterfeld über. An das Stromnetz wurde Krieschow im Jahre 1917 angeschlossen, elf Jahre später vereinigten sich die Gemeinden Krieschow und Wiesendorf zur Landgemeinde Krieschow-Wiesendorf. Auch die Rittergüter Wiesendorf und Krieschow waren zu diesem Zeitpunkt bereits vereinigt. Eigentümer war die Familie von Winterfeld-Vahrnow, deren Reihe mit dem Premierleutnant und Johanniterritter Hugo Wichard (1824–1894) vor Ort begann. Dessen Nachfolger wurde Dr. jur. Hans von Winterfeld und dann der Enkel Hans Wichard von Winterfeld (1895–1947), u. a. Kreisjägermeister.
Die Nationalsozialisten erließen 1934 Gesetze zur Änderung der wendischen Flur- und Ortsnamen. Die Kzschischoka wurde in Greifenhainer Fließ umbenannt.
Zum 1. Januar 1926 wurde Wiesendorf nach Krieschow eingemeindet. Am 1. Januar 1972 folgten Kackrow und Brodtkowitz. Am 6. Dezember 1993 wurde Krieschow in die Gemeinde Kolkwitz eingegliedert.

## Persönlichkeiten
- Willy Hahn (1887–1930), Architekt, Stadtplaner und kommunaler Baubeamter
- Henning von Winterfeld (1901–1945), Landrat

## Sehenswürdigkeiten und Kultur

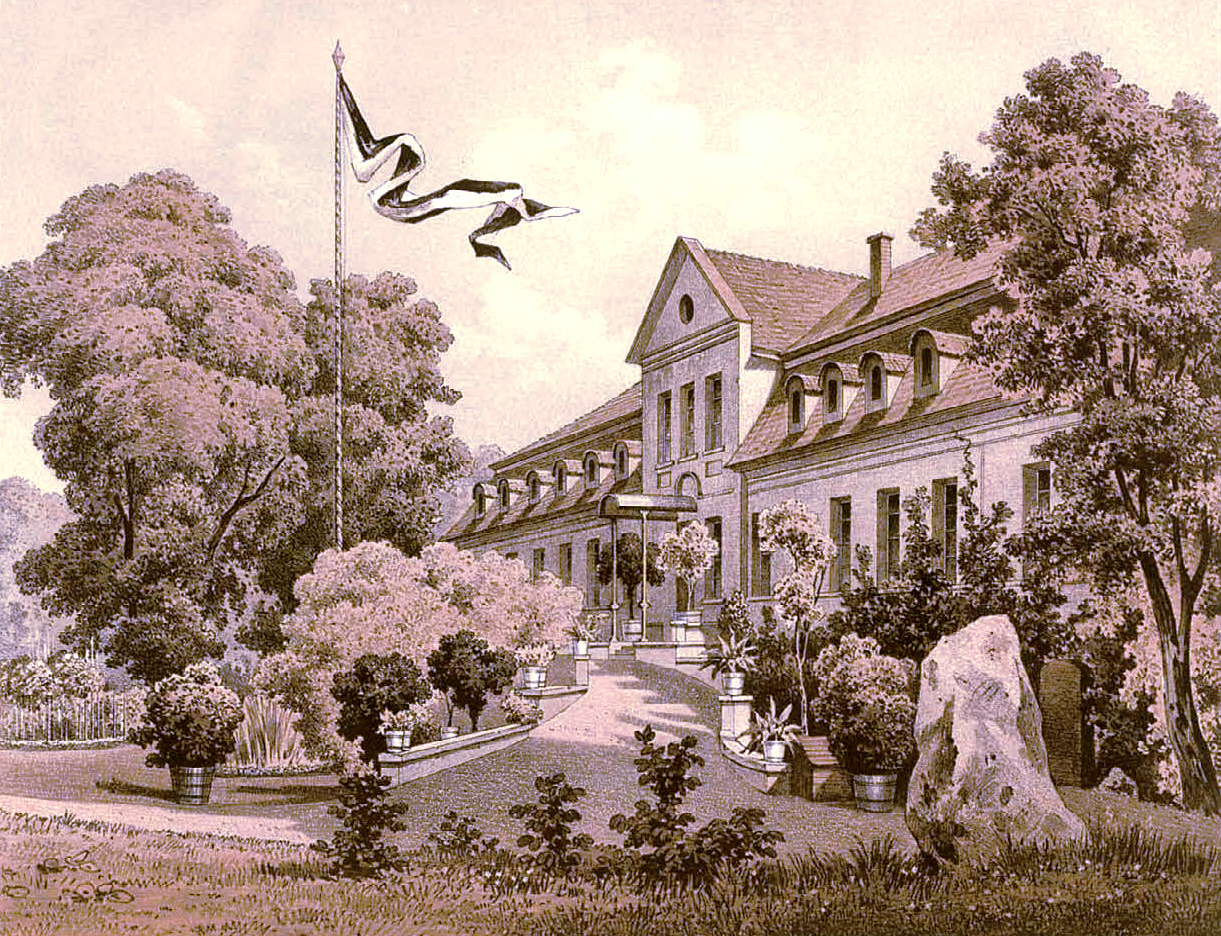
Schloss Krieschow um 1875/77, Sammlung Alexander Duncker

- Die Dorfkirche Krieschow ist eine Saalkirche aus der zweiten Hälfte des 15. Jahrhunderts, deren Kirchenschiff im 17. Jahrhundert erhöht wurde. Im Innern steht unter anderem ein Altarretabel aus dem Jahr 1680.
- Krieschower Schloss
- Greifenhainer Fließ
- In einem Wäldchen mit 19 Eichen steht ein Denkmal zu Ehren der in den beiden Weltkriegen gefallenen Soldaten.
- Der größte Verein in Krieschow ist der VfB 1921 Krieschow, der zurzeit in der Fußball-Oberliga Nordost spielt.